# Клитарх
Клитарх (Κλείταρχος)из Колофона био је хеленистички историчар који је живео крајем 4. и почетком 3. века п. н. е.
Клитарх је био син историчара Динона из Колофона (умро 340. п. н. е.) у Лидији. Сам Клитарх је био дворанин Птолемеја I Сотера, једног од Александрових војсковођа и краља Египта. На птолемејском двору Клитарх је саставио историју владавине Александра Великог (336.-323. п. н. е.) која је сачувана само у виду тридесет фрагмената код познијих античкох аутора, пре свега код Страбона и Елијана.
О Клитарху као аутору сазнајемо само посредно од других античких писаца. Квинтилијан је хвалио његову речитост више од поузданости, а Цицерон га је оптуживао за измишљени извештај о Темистокловој смрти. Ипак, Клитарх је био радо читан аутор кога су користили редом Диодор, Курције Руф, Јустин и Плутарх, као и аутори Романа о Александру. Клитархов извештачени и помпезан стил били су, у антици, пословични.